# L'Alchimie du bonheur
L'Alchimie du bonheur (Kīmīyā-yi Sa'ādat, persan : کیمیای سعادت) est un livre écrit par Al-Ghazali, théologien, philosophe et auteur musulman sunnite.
Le Kimiya-yi Sa'ādat a été écrit vers l'an 1105, peu avant la fin de sa vie. Durant la période précédant sa rédaction, le monde musulman était considéré comme étant dans un état d'agitation tant politique qu'intellectuelle. Al-Ghazali a noté qu'il y avait des disputes constantes sur le rôle de la philosophie et de la théologie scolastique, et que les soufis ont été fustigés pour leur négligence des obligations rituelles de l'Islam.
Dès sa parution, le Kimiya-yi sa'ādat permit à Al-Ghazali de réduire considérablement les tensions entre les savants et les mystiques. Le Kimiya-yi sa'ādat soulignait l'importance de l'observation des obligations rituelles de l'Islam, des actions qui mèneraient au salut et de l'évitement des péchés. Le facteur qui distingue le Kimiya-yi sa'ādat des autres ouvrages théologiques de l'époque est l'accent mystique qu'il met sur l'autodiscipline et l'ascétisme.

## Structure
Le Kimiya-yi Sa'ādat et ses traductions ultérieures commencent par citer certains conseils du Prophète. Dans l'ensemble, le Kimiya-yi sa'ādat comporte quatre parties principales de dix chapitres chacune :
1. Ebādāt (devoirs religieux)
2. Monjīāt (salut)
3. Mu'amalat (aspect de l'Islam relatif aux relations humaines)
4. Mohlekāt (damnation)

## Sa'ada
La Sa'āda (bonheur) est un concept central de la philosophie islamique utilisé pour décrire l'objectif le plus élevé des efforts humains. La Sa'āda est considérée comme faisant partie du bonheur ultime, à savoir celui de l'au-delà. Ce n'est que lorsque l'être humain a libéré complètement son âme de son existence corporelle, et qu'il arrive à ce qu'on appelle Modèle:Citatino. Al-Ghazali croyait en la perfection pratique et éthique et qu'en exerçant la capacité de raisonnement que Dieu lui a donnée, l'homme doit être attiré par l'alchimie spirituelle qui transforme l'âme de la mondanité en une dévotion totale à Dieu. Selon lui, c'est le seul moyen d'atteindre le bonheur ultime. Les enseignements de Al-Ghazali devaient aider l'homme à vivre une vie conforme à la loi sacrée et, ce faisant, à acquérir une compréhension plus profonde de sa signification le jour du Jugement.

## Kimya
La Kimiya ou Kimiā (Alchimie) est une science appliquée et mystique qui a été étudiée pendant des siècles. Dans son essence, la Kimiā représente une conception complète de l'univers et des relations entre les êtres terrestres et le cosmos. Les philosophes religieux ont souligné son importance en tant que discipline religieuse. En raison de ses dimensions spirituelles, la kimiā est considérée comme la plus noble de toutes les sciences occultes (c'est-à-dire l'astrologie et les différents types de magie). Al-Ghazali était lui-même un croyant que tout sur Terre est une manifestation de l'esprit de Dieu, donc tout appartient aux kimiā.

## Iḥyā′ 'Ulūm al-Dīn
On croit souvent à tort que le Kimiya-yi sa'ādat est une réécriture du Iḥyā′ 'Ulūm al-Dīn. Le Iḥyā′ 'Ulūm al-Dīn a été écrit par Al-Ghazali après avoir abandonné ses fonctions de professeur en raison d'une « crise spirituelle », qui l'a conduit à vivre en réclusion pendant plusieurs années. Composé en arabe, il s'agissait d'une tentative de montrer les moyens par lesquels la vie d'un soufi pouvait être fondée sur ce qui est exigé par la loi islamique. Il existe des parallèles certains entre l'Iḥyā′ 'Ulūm al-Dīn et le Kimiya-yi sa'ādat, Cependant les quatre chapitres d'introduction du Kimiya-yi sa'ādat contiennent des discussions théologiques pertinentes qui les distinguent. Le Kimiya-yi sa'ādat est sensiblement plus court que le Iḥyā′ 'Ulūm al-Dīn, cependant dans l'introduction originale en persan du Kimiya-yi sa'ādat, Al-Ghazali déclare explicitement qu'il a écrit le Kimiya-yi sa'ādat pour refléter l'essence du Iḥyā′ 'Ulūm al-Dīn et de quelques autres de ses écrits théologiques ; il l'a écrit en persan afin qu'il puisse atteindre un public plus large et populaire dans sa patrie.